# Bye Bye Bye!
«Bye Bye Bye!» (o BYE BYE BYE!) es el octavo sencillo oficial de Cute, que fue lanzado bajo el sello de Zetima el 15 de abril de 2009.

## Canciones
- Bye bye bye!
- Go Go Go!
- BYE BYE BYE! (instrumental)

## Miembros presentes en este sencillo
- Erika Umeda
- Maimi Yajima (líder)
- Saki Nakajima
- Airi Suzuki
- Chisato Okai
- Mai Hagiwara

## Información del sencillo
| # | Información del sencillo |
| - | --- |
| 8 | - Fecha de Lanzamiento: 15 de abril de 2009 - Centro: Chisato Okai, Mai Hagiwara - Vocalista Principal: Maimi Yajima, Airi Suzuki - Vocalistas secundarias:Chisato Okai, Mai Hagiwara - Vocalistas 3°: Erika Umeda , Saki nakajima |

- Datos: Q2929160